# Jože Pučnik
Jože Pučnik, slovenski politik in sociolog, * 9. marec 1932, Črešnjevec, Slovenska Bistrica, † 11. januar 2003, Nemčija.
Že kot dijaku so mu na gimnaziji v Mariboru zaradi kritičnega razmišljanja onemogočili opravljati maturo, ki jo je zato moral opravljati kot zasebnik. Po študiju na Filozofski fakulteti v Ljubljani so ga konec petdesetih, ko je bil pomožni asistent pri Borisu Ziherlu zaradi objav v Reviji 57  in nato spet v šestdesetih letih zaradi kritik kmetijske politike v reviji Perspektive zaprli za skupno sedem let.
Po vrnitvi iz zapora je emigriral v Nemčijo. Ker mu slovenske oblasti niso hotele izdati potrdila o diplomi, se je v Nemčiji preživljal kot pristaniški delavec v Hamburgu in ponovno doštudiral ter doktoriral. Kot docent je bil zaposlen na Znanstveni visoki šoli v Lüneburgu, kjer si je tudi ustvaril družino. Tam je živel od leta 1966 do 1989.
Konec 80. let se je vrnil v Slovenijo in postal vodja Demokratične Opozicije Slovenije (DEMOS), koalicije novonastalih slovenskih demokratičnih političnih strank, ki je na prvih svobodnih volitvah leta 1990 zmagala in povedla Slovenijo na pot demokratizacije in tržnega gospodarstva. Pučnika danes mnogi dojemajo tudi kot enega od idejnih očetov slovenske osamosvojitve.

## Mladost in začetki
Rojen je bil v katoliški kmečki družini, ki je med drugo svetovno vojno podpirala Osvobodilno fronto slovenskega naroda.
Pučnik se je prvič soočil z nedemokratičnostjo povojnega režima v Titovi Jugoslaviji že kot najstnik. Ker je objavil nekaj kritičnih misli v srednješolskem glasilu Iskanja, so mu prepovedali opravljati zaključni izpit.  Ker se brez zaključnega izpita ni mogel vpisati na univerzo, so ga vpoklicali v takratno jugoslovansko vojsko. Po odsluženem vojaškem roku mu je bilo dovoljeno sodelovati na zaključnem izpitu, ki ga je opravil in se vpisal na Univerzo v Ljubljani, kjer je študiral filozofijo in primerjalno književnost. Diplomiral je leta 1958.
Za časa svojih študentskih let v Ljubljani se je zbližal s skupino mladih intelektualcev, znanih pod imenom kritična generacija, ki je želela odpreti prostor za javno razpravo in izzivala rigidno kulturno politiko titoističnega režima v takratni  Socialistični republiki Sloveniji. Med Pučnikovimi najtesnejšimi sodelavci tistega obdobja so bili literarni kritik in filozof Taras Kermauner, filozof in kasnejši sociolog Veljko Rus in pesnik Veno Taufer. Mladi Pučnik je verjel, da bi bilo mogoče sistem spremeniti od znotraj, zato se je včlanil v Zvezo komunistov Slovenije. Hkrati pa je objavil serijo kritičnih člankov v Reviji 57, v katerih je odkrito kritiziral gospodarsko politiko komunističnega režima.

## Disidentska leta
Leta 1958 je bil Pučnik prvič aretiran, in sicer zaradi "spodkopavanja socialistične ureditve". Obsojen je bil na 9 let zapora. Na sojenju, ki je trajalo le nekaj ur, je bil obtožen, da je podpihoval delavce k stavki. Nekateri sodobniki so menili, da naj bi Pučnikova obsodba služila kot vzorčni zastrahovalni primer, s katerim je želel režim utišati ostale disidentske intelektualce tistega časa. Izpuščen je bil po 5 letih prestanega zapora, leta 1963, in takoj nadaljeval s pisanjem, tokrat za alternativni zbornik Perspektive. V tem obdobju je že popolnoma odkrito in javno izražal svoje nasprotovanje in nestrinjanje z režimom. Leta 1964 je bil v Perspektivah objavljen njegov članek z naslovom "Problemi našega kmetijstva". V njem je kritično obračunal s tedanjo kmetijsko politiko, za katero je menil, da je neučinkovita, svoje ugotovitve pa podkrepil tudi z javno dostopnimi uradnimi statistikami. Spet je bil aretiran in obsojen na dodatni 2 leti zapora, tokrat pa tudi izključen iz Zveze komunistov.
Med časom prestajanja zaporne kazni je Pučnik postal nekakšen idol generacije, vsaj v ozkem krogu slovenskih disidentskih intelektualcev. Dramatik Dominik Smole mu je posvetil dramo Antigona,  Primož Kozak pa ga je upodobil kot glavnega junaka igre Afera. Obe drami sta predstavljali metaforo za totalitarne pritiske na civilno družbo v času komunističnega režima.

## Emigracija in akademska kariera
Leta 1966 so ga izpustili iz zapora. Ker po mnogih poskusih ni uspel dobiti službe v Sloveniji, se je odločil za emigracijo v Zvezno republiko Nemčijo. Ustalil se je v Hamburgu, kjer se je preživljal z občasnimi fizičnimi deli. Ko se je odločil, da vpiše podiplomski študij na Univerzi v Hamburgu, je ljubljanska univerza po nareku slovenske partije ignorirala njegovo prošnjo, naj mu posreduje kopijo diplome.  Brez kopije diplome ni imel možnosti vpisa na podiplomski študij, zato se je ponovno vpisal na dodiplomski študij filozofije in sociologije in leta 1971 iz teh smeri tudi doktoriral. Po doktoratu je poučeval sociologijo na univerzah v Hamburgu in Lüneburgu. V času svojega življenja v Nemčiji je postal Pučnik podpornik nemške socialdemokratske stranke (SPD) in ohranjal osebne stike z mnogimi od njenih voditeljev. V poznih 80. je postal velik občudovalec takrat relativno neznanega socialdemokratskega predsednika vlade nemške zvezne dežele Spodnja Saška, Gerharda Schröderja, ki je kasneje postal tudi nemški zvezni kancler. Ravno Schröderja si je Pučnik izbral kot enega glavnih vzornikov na svoji kasnejši politični poti.
Na akademskem polju so nanj vplivale teorije Jürgena Habermasa,  Niklasa Luhmanna, kakor tudi različnih sociologov fenomenologov, med njimi Alfreda Schutza in v Sloveniji rojenega Thomasa Luckmanna.
V obdobju svojega prisilnega izgnanstva je ohranjal stike z mnogimi pomembnimi kritičnimi intelektualci v Sloveniji, še posebej z dolgoletnim prijateljem Ivom Urbančičem. Sredi 80. je lahko Pučnik spet objavljal v Sloveniji, tokrat v alternativnem zborniku Nova revija.

## Politična kariera

### Voditelj DEMOS
Leta 1989 se je na povabilo novoustanovljene opozicijske Socialdemokratske zveze Slovenije vrnil v Slovenijo, kjer je bil izvoljen za predsednika stranke. Leta 1990 je bil izvoljen za voditelja Demokratične Opozicije Slovenije (DEMOS), v kateri so se združile vse novoustanovljene opozicijske politične stranke. Ta koalicija je pod Pučnikovim vodstvom zmagala na prvih svobodnih volitvah v Sloveniji po 2. svetovni vojni.

### Odpoved mandatarstvu
Čeprav je bilo pričakovano, da bo kot vodja DEMOS po zmagi na volitvah Pučnik prevzel tudi mandatarstvo, se je temu odrekel in mandatarstvo prepustil Lojzetu Peterletu, predsedniku  Slovenskih krščanskih demokratov, ki so dobili največ glasov v koaliciji DEMOS. V novi vladi je Pučnik prevzel mesto podpredsednika.

### Predsedniške volitve
Na volitvah za Predsednika predsedstva Republike Slovenije je kot kandidat DEMOS kandidiral in v 2. krogu predsedniških volitev, ki jih imajo mnogi še vedno za ene ključnih v novejši slovenski zgodovini, izgubil proti kandidatu reformiranih komunistov, zadnjemu generalnemu sekretarju Zveze komunistov Slovenije, Milanu Kučanu. Pučnik je zbral v drugem krogu okoli 43 % glasov, Kučan pa okoli 57 %. Pučnik je kot pravi demokrat to zrelo sprejel.

### Osamosvojitev
Kot vodja DEMOS in podpredsednik vlade je bistveno prispeval k dinamiki slovenskega osamosvajanja, tako pri pripravi kot pri izvedbi osamosvojitvenega plebiscita, kakor tudi v poosamosvojitvenem dogajanju.
Pred plebiscitom je 16. decembra 1990 na zborovanju v Ljutomeru dejal, da ne bo vsak, ki ima na dan plebiscita bivališče v Sloveniji, dobil državljanstva brez posebnih pogojev ter da bo kot "predsednik socialdemokratske stranke zastavil ves svoj vpliv, da v Sloveniji ne bodo nastali problemi, podobni kninskim, ali takšni, s kakršnimi se srečujejo Angleži, Francozi, Nemci in ostale države".
Po uspešno izvedeni osamosvojitvi in prvih mednarodnih priznanjih nove države Slovenije se je začela koalicija DEMOS krhati. Pučnik je doumel, da koalicije zaradi velikih razlik med strankami članicami ne bo mogoče trajno vzdrževati, zato je jeseni leta 1991 sprožil proces njene razpustitve. Spomladi leta 1992 je skupaj s svojo Socialdemokratsko stranko podprl imenovanje Janeza Drnovška iz Liberalne demokracije Slovenije za mandatarja za sestavo 2. vlade Republike Slovenije.

### Poslanec
Na predčasnih volitvah leta 1992 je Pučnikova Socialdemokratska stranka doživela hud udarec, saj je s 3,4 % prejetih glasov komaj prestopila prag parlamenta. Sam je bil kot poslanec izvoljen v 1. državni zbor Republike Slovenije in bil član raznih delovnih teles.

### Umik iz politike
Kmalu zatem je Pučnik odstopil z mesta predsednika stranke in leta 1993 prepustil njeno vodenje Janezu Janši. Svojo politično pot v letih 1992-1996 je nadaljeval kot poslanec Državnega zbora in predsednik parlamentarne Preiskovalne komisije o raziskovanju povojnih množičnih pobojev. Leta 1996, ob zaključku svojega poslanskega mandata, se je umaknil iz aktivne politike, a ostal častni predsednik Socialdemokratske stranke Slovenije, kasnejše Slovenske demokratske stranke. Po umiku iz aktivne politike je ostal oster kritik politike Janeza Drnovška in Milana Kučana ter se zavzemal predvsem za popravo krivic, izhajajočih iz bivšega totalitarnega režima.
Jože Pučnik je umrl leta 2003 v Nemčiji. Pokopali so ga v njegovem domačem kraju Črešnjevec pri Slovenski Bistrici. Pogreba se je udeležila množica ljudi. Pogrebni govor je imel Ivo Urbančič, filozof in njegov dolgoletni prijatelj.

## Zasebno življenje
Pučnik se je poročil dvakrat. Leta 1963, tik za tem, ko je bil prvič izpuščen iz zapora, je v Ljubljani spoznal mlado Slovenko iz Trsta, študentko filologije Ireno Žerjal. Še istega leta, ko je bil že ponovno aretiran in zaprt, sta se poročila. Oblast Pučniku ni dovolila, da bi se udeležil svoje lastne poroke, zato ga je med obredom zastopal kar njegov brat Ivan, tudi sam kasnejši disident in politik. Prvi sin, Gorazd, se je zakoncema rodil leta 1964. Po prihodu iz zapora leta 1966 se je družina skupaj preselila v Nemčijo. Leta 1969 se je žena odločila za vrnitev v Trst, kamor je odpeljala tudi otroka, medtem ko je sam Pučnik želel ostati v Nemčiji. Tu je spoznal tudi svojo drugo ženo, Christel, ki mu je rodila hčer Katharino.

## Zapuščina
Na pobudo Milana Zvera je Evropski parlament 11. junija 2018 poimenoval eno od konferenčnih sob po Jožetu Pučniku. Inavguracija je potekala 28. junija 2018 v Bruslju, kjer so bili slavnostni govorniki Predsednik Evropskega parlamenta Antonio Tajani, Predsednik Republike Slovenije Borut Pahor, Predsednik poslanske skupine Evropske ljudske stranke Manfred Weber, Predsednik Slovenske demokratske stranke Janez Janša in pobudnik imenovanja Milan Zver. Družina Jožeta Pučnika je prav tako bila prisotna na slovesnem odprtju.
V Črešnjevcu se po njem imenuje osnovna šola, vlada Republike Slovenije, ki ji je takrat predsedoval Janez Janša, pa je izdala odlok o poimenovanju ljubljanskega, osrednjega slovenskega letališča na Brniku v Letališče Jožeta Pučnika Ljubljana. Na Brdu pri Kranju so mu 9. marca 2022 ob 90. obletnici njegovega rojstva odkrili doprsni kip (avtor Metod Frlic).
Pučnikov simpozij tradicionalno prireja Inštitut dr. Jožeta Pučnika v sodelovanju s Konrad Adenauer Stiftung, Evropsko platformo spomina in vesti ter občino Slovenska Bistrica.
V Lenartu v Slovenskih goricah je leta 2016 bil po njem poimenovan mestni park.

## Priznanja
- častni predsednik SDS (1999)
- red za izredne zasluge Republike Slovenije (22. junij 2006; posmrtno)

## Biografije in o njem
- Rosvita Pesek, Pučnik, Mohorjeva družba, Celovec 2013 (COBISS).
- Željko Oset (urednik), Jože Pučnik v zgodovinskem spominu in spominu sodobnikov, zbornik prispevkov s simpozija ob 10. obletnici smrti in 90-letnici rojstva novembra 2022, Celjska Mohorjeva družba, Celje 2023 (COBISS).